# 国际辅助语
国际辅助语（International Auxiliary Language（IAL、auxlang）、Interlanguage）是为帮助使用不同的民族语言的人们更好的进行语言交往而设计的一种辅助性语言。其目的并非是为了取代任何一个民族语言，而是起到一种“中介语”或“桥梁语”的作用。
至2006年年底，全世界已经有100多种国际辅助语言，但大多数并没有受到人们广泛的应用。在国际辅助语中最为廣泛使用的是由柴门霍夫创造的世界语，世界語維基百科至今已有大约368,000个条目，是第32大维基百科（曾在2005年排名第32），也是最大的人造语言维基百科。国际辅助语言在被接受后通常是第二语言，只有如世界语、伊多语这类较广泛的辅助语言拥有少数的第一语言使用者。

## 国际辅助语的地域性
虽然大多数国际辅助语以国际为名，但大多數只是融合了西欧、或者欧洲、或印欧语言的成分。雖然以东亚语言为基础的国际语言並非完全沒有，但尚未有任何一门具有足够影响力。

## 參閲
- 世界语
- 伊多语
- 逻辑语
- 格罗沙语
- 基本英語
- 全球語
- 商議語